# هفت زیبا
هفت زیبا (ایتالیایی: Pasqualino Settebellezze) فیلمی به کارگردانی لینا ورتمولر است که در سال ۱۹۷۵ منتشر شد. از بازیگران آن می‌توان به جانکارلو جانینی و فرناندو ری اشاره کرد.